# Sudhir Alladi Venkatesh
Sudhir Alladi Venkatesh, né en 1966 à Chennai, est un sociologue américain et ethnographe urbain né en Inde.

## Biographie
Il est formé à l'université de Chicago par William Jules Wilson et travaille sur un grand ensemble de logement social à Chicago.
Il est à présent professeur de sociologie et d'études afro-américaines à l'université Columbia.
Son dernier livre, Off the Books. The Underground Economy of the Urban Poor, a reçu le prestigieux C. Wright Mills Award en 2007.
Son ouvrage Dans la peau d'un chef de gang (Gang Leader for a Day en anglais), paru en 2008 (en 2011 en France ), reprend ses travaux sur l'étude de jeunes Noirs dans les cités HLM de Lake Park à Chicago. 

## Livres
- American Project. The Rise and Fall of a Modern Ghetto, Harvard University Press, 2000
- Off the Books. The Underground Economy of the Urban Poor, Harvard University Press, 2006

Il a aussi contribué à Freakonomics, Steven Levitt,  un chapitre intitulé : "Drug Dealers Living with Their Moms."